# JYPエンターテインメント
JYPエンターテインメント（英: JYP Entertainment、朝: JYP 엔터테인먼트）は、韓国の総合エンターテインメント企業。略称はJYP、JYPE。設立者・総括プロデューサーはパク・ジニョン（J.Y. Park）。SMエンタテインメント・YGエンターテインメント・HYBEとともに、韓国4大芸能事務所と呼ばれる。

## 概要
1996年4月25日、シンガーソングライターのパク・ジニョンが「テホン企画（英: Tae-Hong Planning、朝: 태홍기획）」を設立。2001年4月には、パク・ジニョン（Jin-Young Park）のイニシャルを取り「JYPエンターテインメント」に社名を変更し、同年8月にKOSDAQへ上場した。2010年代に急成長を遂げ、SMエンタテインメント・YGエンターテインメントと並ぶ韓国3大芸能事務所の1つに成長した。
コーポレートスローガンは「LEADER IN ENTERTAINMENT」で「真実、誠実、謙虚」をモットーとして、総括プロデューサーであるパク・ジニョンを筆頭に、ピ（RAIN）、ペク・アヨンなどのソロアーティストや、god、Wonder Girls、2AM、2PM、miss A、GOT7、TWICE、Stray Kids、BOY STORY、ITZY、NiziU、NMIXX、NEXZ、KickFlip、GIRLSETなどのアイドルグループ、DAY6、Xdinary Heroesなどのバンドを中心にアーティストを輩出し続けている。中でも女性アイドルグループのプロデュースに定評があり「ガールズグループの名家」と呼ばれることがある。

## 所属

### アーティスト
JYPエンターテインメント所属のアーティストは、総称してJYP NationやJYPファミリーと呼ばれ、5つの社内レーベル（2024年11月に一部名称変更）、4つの子会社、1つの系列会社に分けて配属されている。

#### 社内レーベル
- ONE Label（ワン・レーベル、旧：第1本部）
- BLU:M（ブルーム、旧：第2本部）
- STRIDE（ストライド、旧：第3本部）
- SQU4D（スクアッド、旧：第4本部 (SQU4D)）
- Studio J（スタジオ・ジェイ）

#### 子会社
- JYP China
- JYP Japan
- JYP America
- INNITエンターテインメント（イニット・エンターテインメント）

#### 系列会社
- EDENエンターテインメント（エデン・エンターテインメント）- 2025年1月にJYP系列となった。

#### ソロ
- デビュー年は、ソロとしてのデビュー年。

| 名前           | グループ    | デビュー | 本部       |
| -------------- | ----------- | -------- | ---------- |
| J.Y. Park      | -           | 1994年   | STRIDE     |
| Jun. K         | 2PM         | 2011年   | ONE Label  |
| ニックン       | 2PM         | 2018年   | ONE Label  |
| ウヨン         | 2PM         | 2012年   | ONE Label  |
| ペク・アヨン   | -           | 2012年   | EDEN Ent.  |
| ソンジン       | DAY6        | 2024年   | Studio J   |
| ヨンケイ       | DAY6        | 2021年   | Studio J   |
| ウォンピル     | DAY6        | 2022年   | Studio J   |
| ドウン         | DAY6        | 2021年   | Studio J   |
| ナヨン         | TWICE       | 2022年   | STRIDE     |
| ジヒョ         | TWICE       | 2023年   | STRIDE     |
| チェヨン       | TWICE       | 2025年   | STRIDE     |
| ツウィ         | TWICE       | 2024年   | STRIDE     |
| イェジ         | ITZY        | 2025年   | BLU:M      |
| ヤオチェン     | -           | 2019年   | JYP China  |
| アン・ヨンビン | （DDDD 25） | -        | INNIT Ent. |
| ナ・ヨンジュ   | （DDDD 25） | -        | INNIT Ent. |
| イ・ソンヒョン | （DDDD 25） | -        | INNIT Ent. |
| チョ・ヘジン   | （DDDD 25） | -        | INNIT Ent. |
| ユウ           | （DDDD 25） | -        | INNIT Ent. |

#### グループ
- メンバーは年齢順に記載、太字はグループのリーダー。

| グループ名     | メンバー                                                                          | 旧メンバー           | デビュー | 本部                 |
| -------------- | --------------------------------------------------------------------------------- | -------------------- | -------- | -------------------- |
| 2PM            | Jun. K、ニックン、テギョン、ウヨン、ジュノ、チャンソン                            | ジェボム             | 2008年   | ONE Label            |
| DAY6           | ソンジン、ヨンケイ、ウォンピル、ドウン                                            | ジェイ、ジュンヒョク | 2015年   | Studio J             |
| TWICE          | ナヨン、ジョンヨン、モモ、サナ、ジヒョ、 ミナ、ダヒョン、チェヨン、ツウィ         | -                    | 2015年   | STRIDE               |
| Stray Kids     | バンチャン、リノ、チャンビン、ヒョンジン、 ハン、フィリックス、スンミン、アイエン | ウジン               | 2018年   | ONE Label            |
| BOY STORY      | ハンユィ、ツハオ、シンロン、ツォユィ、ミンルイ、シュヤン                          | -                    | 2018年   | JYP China            |
| ITZY           | イェジ、リア、リュジン、チェリョン、ユナ                                          | -                    | 2019年   | BLU:M                |
| NiziU          | マコ、リオ、マヤ、リク、アヤカ、マユカ、リマ、ミイヒ、ニナ                        | -                    | 2020年   | JYP Japan／ONE Label |
| Xdinary Heroes | ゴニル、ジョンス、ガオン、オドゥ、ジュンハン、ジュヨン                            | -                    | 2021年   | Studio J             |
| NMIXX          | リリー、ヘウォン、ソリュン、ベイ、ジウ、キュジン                                  | ジニ                 | 2022年   | SQU4D                |
| ALL(H)OURS     | ゴンホ、ユミン、ジェイデン、ミンジェ、マサミ、ヒョンビン、オン                    | -                    | 2024年   | EDEN Ent.            |
| NEXZ           | ユウ、トモヤ、ハル、ソゴン、セイタ、ヒュイ、ユウキ                                | -                    | 2024年   | JYP Japan／ONE Label |
| KickFlip       | ゲフン、アマル、ドンファ、ジュワン、ミンジェ、ケイジュ、ドンヒョン                | -                    | 2025年   | STRIDE               |
| GIRLSET        | カミラ、レクシー、ケンドール、サバンナ                                            | -                    | 2025年   | JYP America／STRIDE  |
| CIIU           | ルォイェン、シジェ、ウェンジン、ユィエンハオ、ティエンイ、ツォヘン                | -                    | 2025年   | JYP China            |

#### ユニット
- メンバーは年齢順に記載。

| ユニット名         | グループ   | メンバー                     | デビュー   | 本部      |
| ------------------ | ---------- | ---------------------------- | ---------- | --------- |
| DAY6 (Even of Day) | DAY6       | ヨンケイ、ウォンピル、ドウン | 2020年     | Studio J  |
| MISAMO             | TWICE      | モモ、サナ、ミナ             | 2023年     | STRIDE    |
| 3RACHA             | Stray Kids | バンチャン、チャンビン、ハン | [ 注釈 8 ] | ONE Label |

### 俳優
JYP・npio所属
JYPエンターテインメント所属の俳優は、npioエンターテインメント（アンピオエンターテインメント）との共同マネジメントを受ける。
- シン・イェウン
- キム・ドンヒ

INNIT所属
- イ・ヒョンジュン
- パク・ユンホ

## 過去所属
現在活動中のアーティスト・俳優を含む。

### アーティスト（過去所属）
- 本部欄は「1」がONE Label（第1本部）、「2」がBLU:M（第2本部）、「3」がSTRIDE（第3本部）、「J」がStudio J、「A」がJYP America。

#### ソロ（過去所属）
- デビュー年は、ソロとしてのデビュー年。

| 名前                 | グループ     | デビュー    | 契約終了 | 本部 |
| -------------------- | ------------ | ----------- | -------- | ---- |
| パク・チユン         | -            | 1997年      | 2003年   | -    |
| チンジュ             | -            | 1997年      | 2000年   | -    |
| ピ（RAIN）           | -            | 2002年      | 2007年   | -    |
| ピョル               | -            | 2002年      | 2005年   | -    |
| ハンナ               | -            | 2004年      | 2005年   | -    |
| イム・ジョンヒ       | -            | 2005年      | 2011年   | -    |
| ユビン               | Wonder Girls | 2018年      | 2020年   | 2    |
| イェウン（HA:TFELT） | Wonder Girls | 2014年      | 2017年   | -    |
| ソンミ               | Wonder Girls | 2013年      | 2017年   | -    |
| ヘリム               | Wonder Girls | [ 注釈 10 ] | 2020年   | 2    |
| ジュ                 | -            | 2008年      | 2015年   | -    |
| チョ・グォン         | 2AM          | 2010年      | 2017年   | J    |
| ジヌン               | 2AM          | 2011年      | 2015年   | -    |
| テギョン             | 2PM          | 2017年      | 2018年   | 1    |
| ジュノ               | 2PM          | 2013年      | 2025年   | 1    |
| チャンソン           | 2PM          | 2018年      | 2022年   | 1    |
| フェイ               | miss A       | 2016年      | 2018年   | 3    |
| スジ                 | miss A       | 2017年      | 2019年   | 3    |
| San E                | -            | 2010年      | 2013年   | -    |
| ペク・イェリン       | 15&          | 2015年      | 2019年   | J    |
| パク・ジミン         | 15&          | 2015年      | 2019年   | J    |
| バーナード・パーク   | -            | 2014年      | 2022年   | J    |
| G.Soul               | -            | 2015年      | 2017年   | J    |

#### グループ（過去所属）
- メンバーは年齢順に記載、太字のメンバーはグループのリーダー。

| グループ名   | メンバー                                                       | 旧メンバー         | デビュー | 契約終了 | 本部 |
| ------------ | -------------------------------------------------------------- | ------------------ | -------- | -------- | ---- |
| god          | パク・ジュンヒョン、デニー・アン、ソン・ホヨン、キム・テウ     | ユン・ゲサン       | 1999年   | 2005年   | -    |
| RR           | キム・リャンヒョン、キム・リャンハ                             | -                  | 2000年   | 2000年   | -    |
| Noel         | チョン・ウソン、イ・サンゴン、ナ・ソンホ、カン・ギュンソン     | -                  | 2002年   | 2006年   | -    |
| One Two      | オ・チャンフン、ソン・ホボム                                   | -                  | 2003年   | 2004年   | -    |
| Wonder Girls | ユビン、イェウン、ソンミ、ヘリム                               | ソネ、ヒョナ、ソヒ | 2007年   | 2017年   | -    |
| 2AM          | チャンミン、スロン、チョ・グォン、ジヌン                       | -                  | 2008年   | 2015年   | -    |
| miss A       | フェイ、ジア、ミン、スジ                                       | -                  | 2010年   | 2017年   | -    |
| 15&          | ペク・イェリン、パク・ジミン                                   | -                  | 2012年   | 2019年   | J    |
| GOT7         | マーク、JB、ジャクソン、ジニョン、ヨンジェ、ベンベン、ユギョム | -                  | 2014年   | 2021年   | 2    |
| I.O.I        | チョン・ソミ                                                   | -                  | 2016年   | 2018年   | -    |
| VCHA         | カミラ、レクシー、ケンドール、サバンナ                         | KG、ケイリー       | 2024年   | 2025年   | A／3 |

#### ユニット（過去所属）
- メンバーは年齢順に記載、太字はユニットのリーダー。

| ユニット名 | グループ | メンバー     | デビュー | 契約終了 | 本部 |
| ---------- | -------- | ------------ | -------- | -------- | ---- |
| JJ Project | GOT7     | JB、ジニョン | 2012年   | 2021年   | 2    |
| Jus2       | GOT7     | JB、ユギョム | 2019年   | 2021年   | 2    |

### 俳優（過去所属）
太字の俳優はnpioエンターテインメントとの共同マネジメント。
- イ・ジョンジン
- キム・ドンユン
- ミン・ヒョリン
- キム・テフン
- キム・イェウォン
- チェ・ウシク
- ソン・ハユン
- チョ・イヒョン
- チョン・ゴンジュ
- パク・ギュヨン
- キム・ジミン
- チャン・ヒリョン
- チャン・ドンジュ
- ウィ・デフン
- パク・ジュヒョン
- ナム・ソンジュン
- リュウォン
- イ・ジヒョン
- イ・ギヒョク
- パク・シウン[注釈 17]
- キム・ユアン
- ユン・バク
- ハン・スヨン
- キム・ソヨン
- イム・ソヨン
- キム・ハウン
- チョ・ギュチョル
- イ・ヨンユ
- パク・チビン
- チョン・ユンソン
- キム・ジョンムン
- カン・ユンジェ
- カン・フン
- シン・ウンス